# Jutros mi je ruža procvetala (album)
Jutros mi je ruža procvetala je sedmi studijski album pevačice Merime Njegomir i drugi koji je objavljen 1989. godine. Objavljen je 8. decembra 1989. godine u izdanju PGP RTB kao LP i kaseta.

## Pesme na albumu
| Br. | Naziv                           | Muzika                     | Tekst                      | Aranžman       |
| --- | ------------------------------- | -------------------------- | -------------------------- | -------------- |
| 1.  | Jutros mi je ruža procvetala    | Petar Tanasijević          | Petar Tanasijević          | Branimir Đokić |
| 2.  | Sutra mi je dan venčanja        | Petar Tanasijević          | Atanasije Savić            | Branimir Đokić |
| 3.  | Slavuj pile, ne poj rano        | narodna                    | narodni                    | Branimir Đokić |
| 4.  | Stade se cveće rosom kititi     | narodna                    | narodni                    | Branimir Đokić |
| 5.  | Bolna leži Anđelija mlada       | narodna                    | narodni                    | Branimir Đokić |
| 6.  | Moj Dragane, što me zaboravljaš | narodna                    | narodni                    | Branimir Đokić |
| 7.  | Bisenija, kćeri najmilija       | Miodrag Todorović Krnjevac | Miodrag Todorović Krnjevac | Branimir Đokić |
| 8.  | Kolika je duga zima bila        | narodna                    | narodni                    | Branimir Đokić |
| 9.  | Devojka je zelen bor sadila     | narodna                    | narodni                    | Branimir Đokić |
| 10. | Što ti je, Stano, mori          | narodna                    | narodni                    | Branimir Đokić |
| 11. | A što ti je, mila kćeri         | narodna                    | narodni                    | Branimir Đokić |

## Spoljašnje veze
- Jutros mi je ruža procvetala na discogs.com